# Philippe Rebord
Pour les articles homonymes, voir Rebord.
Philippe Rebord, né le 22 avril 1957 à Bovernier dans le canton du Valais, est un commandant de corps de l’Armée suisse, nommé chef de l’armée par le Conseil fédéral en remplacement d’André Blattmann le 1er janvier 2017. Le 4 avril 2019, il annonce qu'il mettra un terme à sa carrière à la fin de l'année 2019 pour des motifs de santé.

## Biographie
Il a étudié l’histoire, la géographie et le français à l’Université de Lausanne, et y a obtenu une licence en lettres. Il est marié et père de deux filles majeures.

### Carrière militaire
En 1985, il est officier instructeur dans l’infanterie chez les troupes antichars. Après des études au collège interarmées de Défense à Paris, il est nommé en 1998 chef d’état-major dans le commandement des Écoles d’état-major général. Il est ensuite successivement commandant des écoles de recrues de défense antichar à Chamblon et de l’école des officiers d’infanterie à Chamblon.
En 2009, il est promu au grade de brigadier et commande la formation supérieure des cadres de l’armée. Il devient remplaçant du chef de l'armée en 2016, avant de devenir lui-même chef de l’armée à la suite du départ à la retraite d’André Blattmann.
En tant que nouveau chef de l’armée, il met en œuvre, avec le chef du DDPS,  le plan de développement de l’armée (DEVA). Il décide aussi de relancer l’achat d’un nouvel avion de combat pour les forces aériennes, et d'encourager la promotion de la paix à l'étranger.
À la suite de problèmes de santé qui l'immobilisent pendant plusieurs semaines, il remet sa démission le 4 avril 2019. Le divisionnaire Thomas Süssli le remplace au poste de commandant de corps et chef de l'Armée dès 2020. 